# Anton van den Wyngaerde

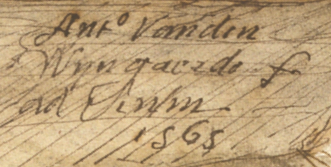
Unterschrift von Anton van den Wyngaerde (1565).

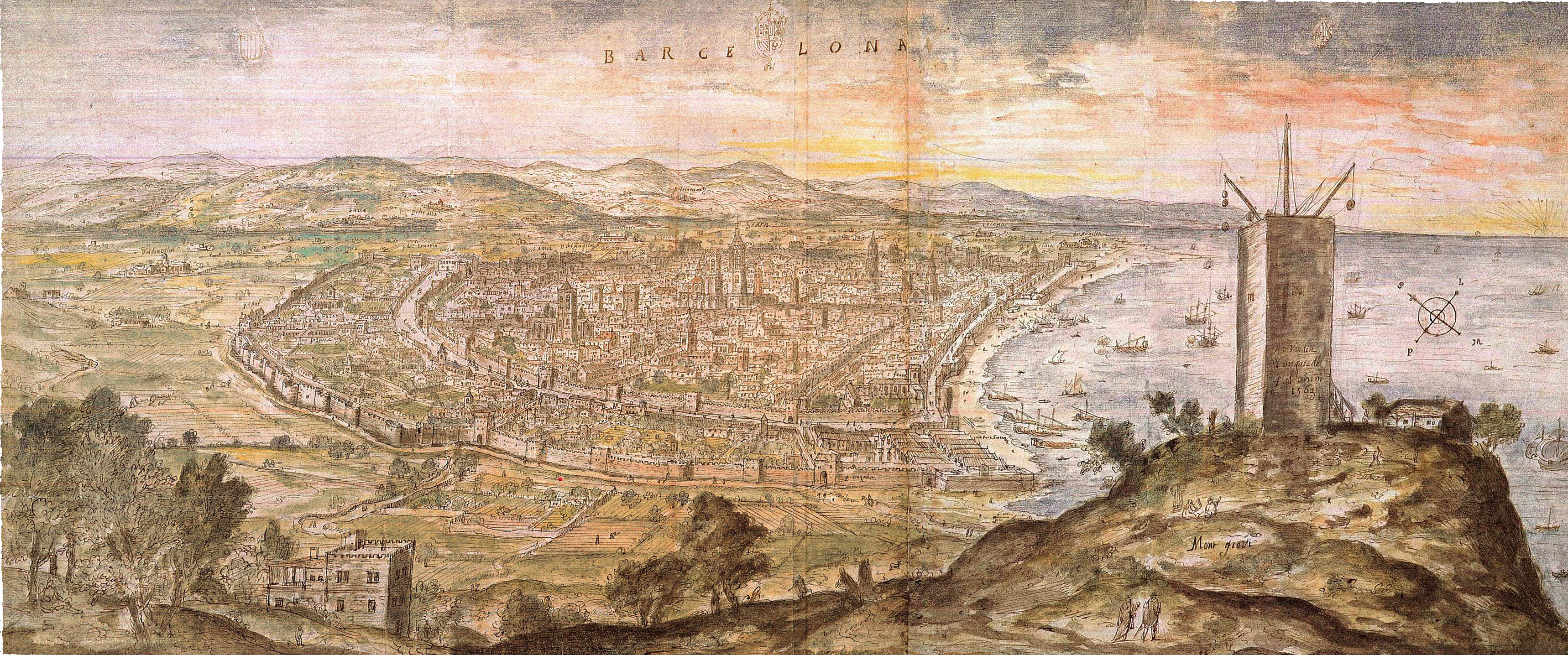
Ansicht von Barcelona 1563 von Anton van den Wyngaerde

Anton van den Wyngaerde (spanisch auch Antonio de las Viñas; * ca. 1512–1525 in Antwerpen; † 7. Mai 1571 in Madrid) war ein flämischer Vedutenmaler in der Epoche des Siglo de Oro (des Goldenen Zeitalter Spaniens). Im Dienste Philipp II. von Spanien fertigte er zahlreiche Ansichten von Städten des spanischen Königreiches an.

## Aufenthalt in England

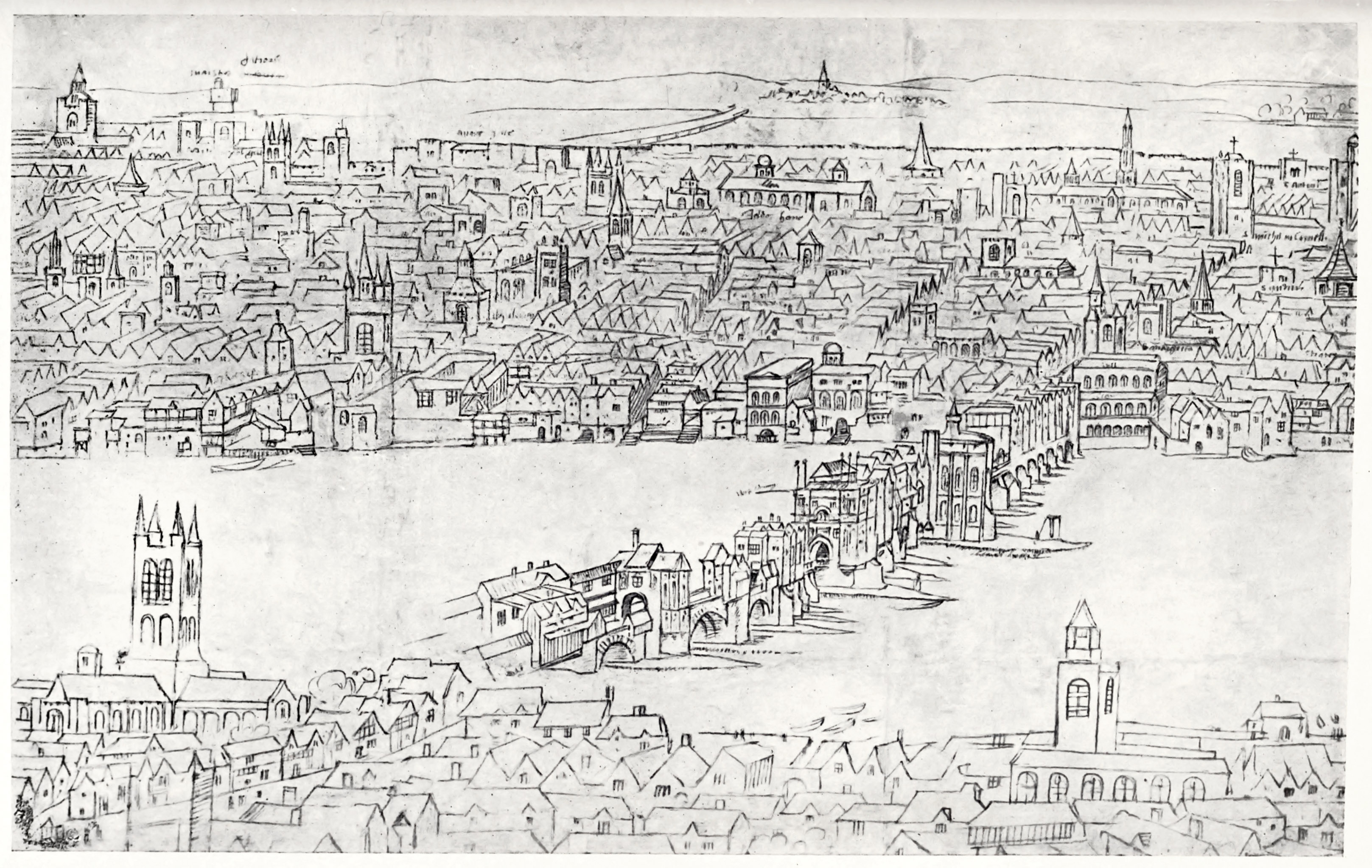
Die London Bridge zur Zeit der Tudors. Zeichnung aus der siebenteiligen Stadtansicht Londons von Wyngaerde

Vermutlich zweimal hielt sich Wyngaerde in England auf. Etwa zwischen 1543 und 1550 erstellte er ein großes Panoramabild Londons, bestehend aus sieben Einzelteilen (die erste, heute bekannte, größere Stadtansicht Londons). Das zweite Mal, von 1554 bis 1557, fertigte er Ansichten der Orte an, die Philipp II. während der Zeit seiner Heirat mit Maria I. von England besucht hatte.
1557–58 begleitete Wyngaerde die spanischen Truppen nach Frankreich und hielt dort die Ereignisse der Schlacht bei Saint-Quentin in einigen Zeichnungen fest.

## Im Dienste Philipp II.

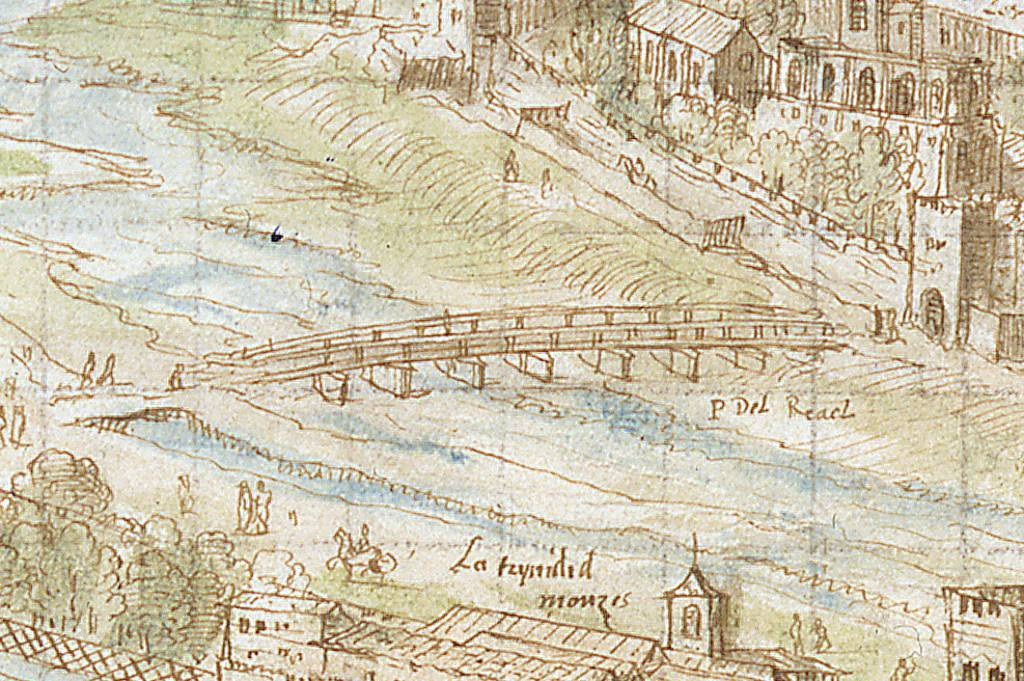
Ausschnitt aus Wyngaerdes Zeichnung der Stadt Valencia

1561 beauftragte Philipp II. Wyngaerde zusammen mit einer Gruppe von Kartografen unter der Leitung von Pedro Esquivel († 1570) mit der Kartierung der iberischen Halbinsel. Während der Mathematiker Esquivel hauptsächlich mit Mitteln geodätischer Vermessungsmethoden kleinmaßstäbe Karten erstellte, bediente sich Wyngaerde der Albertischen Perspektive um großmaßstäbige Stadtansichten zu zeichnen. Soweit heute bekannt, entstanden zwischen 1563 und 1571 auf mehreren Reisen Wyngaerdes Ansichten von 62 Städten. Die Resultate dieser Arbeiten sollten nach Plänen Philipps eigentlich in ein größeres Werk, der Relaciones Histórico-Geográficas, einfließen – einer Kosmografie ähnlich der Cosmographia von Sebastian Münster. Zur Fertigstellung der Relaciones ist es allerdings nicht mehr gekommen.
Nach Wyngaerdes Tod 1571, sendete Philipp die Zeichnungen an den Buchdrucker Christoffel Plantijn nach Antwerpen; wo sie allerdings aus ungeklärten Gründen nicht mehr veröffentlicht wurden. Doch gerade dieser Tatsache, dass die Veduten nicht in Kupfer gestochen wurden, ist es wohl zu verdanken, dass die originalen Zeichenblätter erhalten geblieben sind. Meist wurden die Zeichnungen während der Übertragung auf die Druckplatte zerstört. Somit sind Wyngaerdes Zeichenblätter und Skizzen heute ein wichtiges Zeugnis für die Arbeitsweise der Vedutenmaler jener Zeit. Ein Großteil der Skizzen Wyngaerdes blieb erhalten und lagerte in Teilen am Habsburger Hof in Prag und in der Österreichischen Nationalbibliothek. 1989 wurden die erhalten gebliebenen spanischen Stadtansichten erstmals in gesammelter Form von Richard L. Kagan in Cities of the Golden Age veröffentlicht.